# Ricard III Bourke
Ricard Bourke  (mort le 7 juillet 1509) est le 9e seigneur de Mayo de 1503 à 1509

## Origine
Ricard de Burgh ou Bourke est le 3e fils de Walter Bourke qui est lui-même le fils ainé de Thomas Bourke (†  1402) fils de Edmund Albanach de Burgh second des fils de William Liath de Burgh

## Biographie
Ricard est élu Mac William Íochtar  ou Mac William Eighter c'est-à-dire Chef des Bourke du Haut/Nord ou de Mayo en 1509 après la mort de son frère aîné Theobald Bourke (1473-1503). Il a comme successeur Edmund III Bourke le fils aîné de Ricard Ó Cuairsge Bourke
Sa mort n'est notifiée dans aucune Annale irlandaise

## Postérité
Ricard Bourke est le père de:
- Seaán an Tearmainn Bourke († ? ) 13e Mac William Íochtar

## Sources
- (en) T.W Moody, F.X. Martin, F.J. Byrne A New History of Ireland , Volume IX Maps, Genealogies, Lists. A companion to Irish History part II . Oxford University Press réédition 2011  (ISBN 9780199593064).
- (en)  Martin J. Black Journal of the Galway Archeological and Historical Society Vol VII n°1 « Notes on the Persons Named in the Obituary Book of the Franciscan Abbey at Galway » 1-28.